# Ligota Dolna (Strzelce)
Pour les articles homonymes, voir Ligota Dolna.
Ligota Dolna est une localité polonaise de la gmina de Strzelce Opolskie, située dans le powiat de Strzelce en voïvodie d'Opole.